# Surdești, Prahova
Surdești este o localitate componentă a orașului Breaza din județul Prahova, Muntenia, România.